# Blueberry Foods (Leicester)
Blueberry Foods – angielskie przedsiębiorstwo z grupy Samworth Brothers zajmujące się produkcją słodkich deserów dla sieci handlowych Tesco, Waitrose, Marks & Spencer.
Blueberry Foods produkuje zestawy słodkich deserów dla największych sieci detalicznych Wielkiej Brytanii. Blueberry Foods jest jedną z grup firmy Samworth Brothers notowanej na London Stock Exchange.